# الجمعية الفلكية في منطقة المحيط الهادئ
الجمعية الفلكية في منطقة المحيط الهادئ (اختصارًا ASP) هي منظمة علمية وتعليمية غير ربحية تأسست في سان فرانسيسكو بتاريخ 7 فبراير 1889، بدأت الجمعية نشاطتها في منطقة دول المحيط الهادئ لكنها اليوم لديها أعضاء من مختلف دول العالم. وهي أكبر مجتمع لتعليم علم الفلك في العالم بأعضاء من أكثر من 40 دولة.